# Daniela Hantuchová
Daniela Hantuchová (prononciation : [ˈdanɪjɛla ˈɦantuxɔvaː]), née le 23 avril 1983 à Poprad, Tchécoslovaquie, est une joueuse de tennis slovaque, professionnelle de 1999 à 2017.
Elle a remporté sept titres WTA en simple dames, dont notamment le tournoi d'Indian Wells en 2002 et en 2007. Elle atteint son meilleur classement en 2003, à la cinquième place mondiale et obtient son meilleur résultat en Grand Chelem en 2008, en atteignant la demi-finale de l'Open d'Australie.
C'est en double que la joueuse slovaque signe ses meilleures performances : finaliste de Roland-Garros et de l'Open d'Australie en double dames, elle conquiert les quatre titres du Grand Chelem en double mixte, devenant ainsi la treizième joueuse de l'histoire à accomplir le Grand Chelem en carrière dans cette catégorie.
Avec l'équipe de Slovaquie, elle remporte la Fed Cup en 2002.
Elle a par ailleurs été désignée par la WTA « révélation de l'année » en 2001 puis « joueuse ayant signé la plus forte progression » en 2002.

## Biographie

### Débuts
Daniela Hantuchová commence le tennis à l'âge de 4 ans grâce à sa grand-mère paternelle, Helena, excellente joueuse, qui lui apprend les bases du jeu et l'inscrit au Slavia STU, l'un des plus grands clubs de Bratislava, qui possède de nombreux courts en terre battue et indoor. Son premier professeur est Joseph Bulko.
À partir de l'âge de 14 ans, elle passe quelques hivers aux États-Unis dans la célèbre académie de Nick Bollettieri à Bradenton, en Floride, pour y travailler son mental.
À l'âge de 16 ans, en 1999, elle se lance sur le circuit professionnel et gagne deux tournois ITF (Jackson et Fano). L'année suivante, elle remporte son troisième et dernier tournoi dans cette catégorie au Bronx, en sortant des qualifications.
Elle réalise sa première performance au tournoi de Luxembourg en 2000 en battant pour la première fois une joueuse du top 10 : Nathalie Tauziat.
En 2001, Hantuchová connaît ses premiers succès. Elle est pour la première fois dans le tableau final d'un tournoi du Grand Chelem à l'Open d'Australie où elle perd contre la Russe Anna Kournikova. Elle décroche son premier titre en double mixte à Wimbledon aux côtés de Leoš Friedl. Elle perd le match l'opposant à Jennifer Capriati à Toronto. Elle atteint également les quarts de finale à Leipzig et Zurich.

### 2002: révélation
Début 2002, à l'Open d'Australie, Daniela Hantuchová inquiète sérieusement Venus Williams au 3e tour, ne s'inclinant qu'au 3e set. En double mixte, avec Kevin Ullyett, elle remporte son deuxième titre en Grand Chelem. En double dames, elle et sa partenaire Arantxa Sánchez Vicario atteignent la finale et échouent contre la paire Hingis/Kournikova.
En mars 2002, elle remporte son premier titre au tournoi d'Indian Wells (Tier I, doté de 2 100 000 dollars). Elle s'impose notamment face à Barbara Schett, à la 7e mondiale Justine Henin et à Lisa Raymond avant de battre en finale Martina Hingis, ex-numéro 1 mondiale, sur le score de 6-3, 6-4. Depuis ce jour, elle suscite un intérêt notable auprès du public, des journalistes et photographes qui apprécient son élégance et sa gentillesse.
Sur terre battue, après des quarts de finale aux tournois de Hambourg et Berlin, elle atteint les 1/16 de finale à Roland-Garros où elle bouscule Monica Seles (6-4, 7-5). Ses résultats s'améliorent aussi sur gazon puisqu'elle atteint la demi-finale du tournoi d'Eastbourne, où elle échoue face à Anastasia Myskina. Elle atteint par la suite son premier quart de finale en Grand Chelem à Wimbledon, après avoir notamment éliminé Jelena Dokić, et s'incline finalement face à Serena Williams.
Sa tournée américaine démarre mal avec deux défaites d'affilée à San Diego et Los Angeles. Elle se reprend ensuite à Montréal où elle atteint les demi-finales, battue par Amélie Mauresmo. La semaine suivante, elle atteint les demi-finales du tournoi de New Haven avec deux victoires sur Iva Majoli et Patty Schnyder, avant de chuter face à Venus Williams (2e mondiale). Daniela Hantuchova entame ensuite l'US Open en tant que 11e tête de série et arrive à se hisser jusqu'en quart de finale, battue une nouvelle fois par Serena Williams, no 1 mondiale du moment. Elle élimine sur son passage : Nicole Pratt, Virginie Razzano, Iva Majoli et Justine Henin.
Elle continue sa belle saison en atteignant les quarts à Leipzig, battue cette fois par Henin. À Filderstadt, elle atteint la finale où elle s'incline face à Kim Clijsters (4-6 6-3, 6-4). Cette performance lui permet de faire son entrée dans le top 10, en pointant à la 9e place du classement WTA. Elle atteint ensuite les quarts de finale à Zurich et les demi-finales à Linz.
Qualifiée pour le Masters en novembre, elle s'incline dès son premier match face à la Bulgare Magdalena Maleeva.
En fin d'année, elle remporte avec l'équipe de Slovaquie la Fed Cup, une première pour son pays. Daniela dit aimer jouer pour son pays, et rêver depuis son enfance de participer aux Jeux olympiques. Elle termine l'année 2002 à la 8e place, avec un bilan de 56 victoires pour 25 défaites.

### 2003-2006: période de transition
Malgré un bon début de saison 2003 avec un quart de finale à l'Open d'Australie, qui lui permet d'accéder à la 5e place mondiale, puis une demi-finale à Anvers, Daniela Hantuchová échoue tôt dans les principaux tournois auxquels elle participe, perdant contre des joueuses moins bien classée comme Ashley Harkleroad à Roland-Garros ou Shinobu Asagoe à Wimbledon. Par ailleurs, la presse s'interroge sur sa maigreur et sur son régime alimentaire, évoquant une anorexie mentale.
Elle termine l'année à la 19e place mondiale sans avoir gagné aucun titre, ni en simple, ni en double. Elle met un terme à sa collaboration avec Nigel Sears et s'adjoint les services de Harold Solomon, ex-coach de Jennifer Capriati. Cette association ne dure pas très longtemps, Daniela Hantuchová préférant s'en séparer en février 2004 pour retrouver Sears dès la fin du mois.
Sa saison 2004 est marquée par un quart de finale à Tokyo, une finale à Eastbourne après avoir battu Amélie Mauresmo, un 3e tour à Wimbledon et à l'US Open. Elle explique notamment que son inquiétante perte de poids et sa perte de confiance en elle lors de la saison 2003 ont été provoquées par la séparation de ses parents, information qu'elle a longtemps gardée pour elle. Fin 2004, elle pointe au 31e rang mondial.

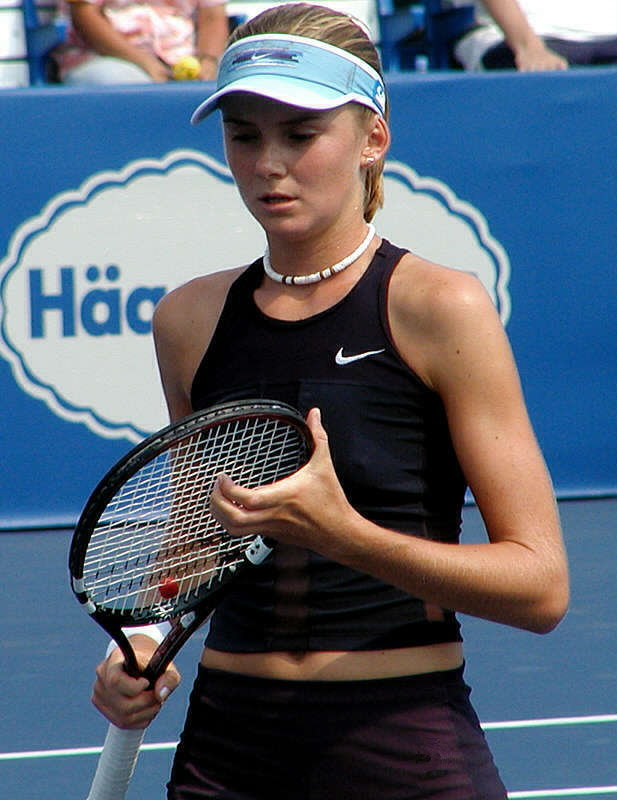
Hantuchová en 2005.

Début 2005, Daniela Hantuchová remporte avec Dominik Hrbatý la Hopman Cup. Elle enchaîne par un 3e tour à l'Open d'Australie, perdant de justesse contre Elena Dementieva (4-6, 7-5, 4-6). À Tokyo, Svetlana Kuznetsova l'arrête en quart de finale, tandis qu'à Doha elle est stoppée par Maria Sharapova en demi-finale. Les bonnes performances continuent à Dubaï, où elle obtient sa première victoire de l'année sur une top 10, Alicia Molik (no 8) et une place en quart de finale, perdue face à la numéro 4 mondiale Serena Williams. À la suite de ces résultats, elle réintègre le top 25.
À Roland-Garros, elle s'aligne avec Fabrice Santoro en double mixte. Ils remportent le tournoi en battant en finale la paire Navratilova/Paes (3-6, 6-3, 6-2).
Après un 3e tour à Wimbledon, elle se distingue au cours de l'été américain en atteignant les demi-finales à Cincinnati, les quarts à Stanford et New Haven, et la finale à Los Angeles avec des victoires contre Elena Dementieva et Patty Schnyder. Elle atteint également en double les demi-finales à Toronto et la finale à San Diego avec Ai Sugiyama. À l'US Open, elle remporte son 4e titre en double mixte, cette fois-ci aux côtés de Mahesh Bhupathi. Elle retrouve alors la 17e place mondiale, rang qu'elle n'avait plus atteint depuis janvier 2004.

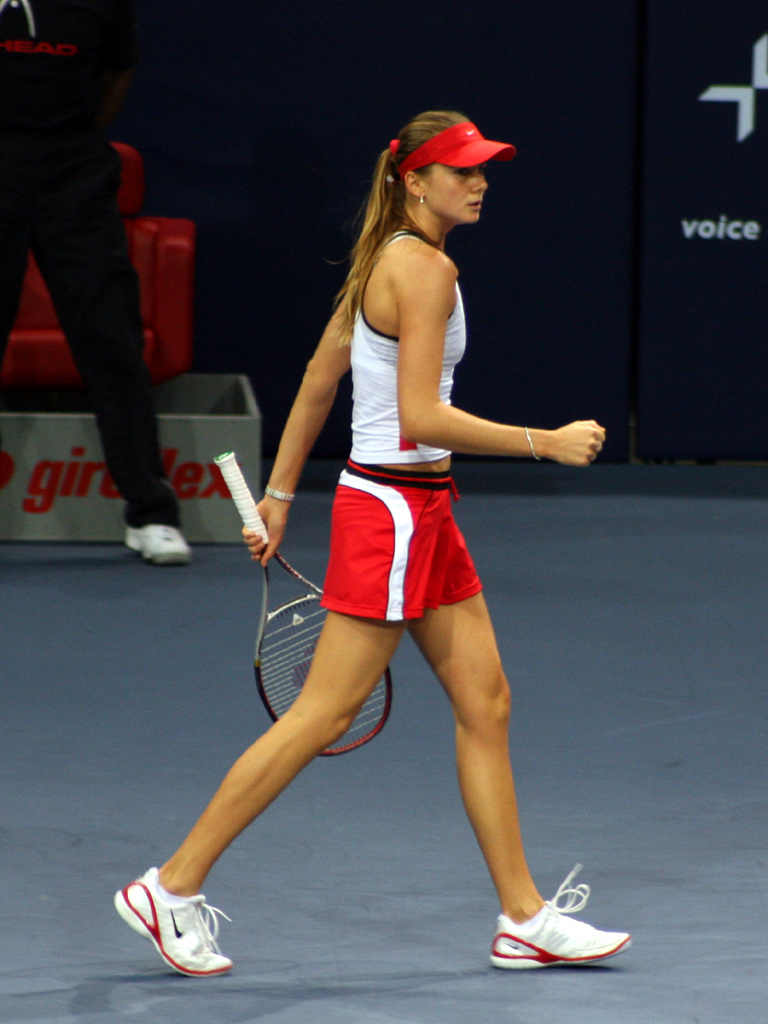
Hantuchová en 2006.

La saison 2006 commence plutôt bien puisque la Slovaque, qui joue à Auckland son premier tournoi de l'année, atteint les demi-finales, battue par la Russe Vera Zvonareva. Au tournoi de Sydney, elle se qualifie pour les quarts en battant notamment la Suissesse Patty Schnyder. À l'Open d'Australie, elle passe les deux premiers tours assez facilement puis affronte Serena Williams qu'elle n'a encore jamais battue en trois confrontations. Elle bat l'Américaine en deux sets. En huitièmes de finale, elle est opposée à Maria Sharapova mais s'incline en deux sets 6-4, 6-4.
À partir de ce moment, elle traverse une période de disette en enchaînant plusieurs éliminations prématurées. À Tokyo, la Slovaque est éliminée dès le 2e tour par Samantha Stosur. Elle ne fait pas mieux à Anvers, ainsi qu'à Dubaï et Doha. Elle fait l'impasse sur le tournoi d'Indian Wells mais prend part au tournoi de Miami où elle est battue par la grecque Eléni Daniilídou.

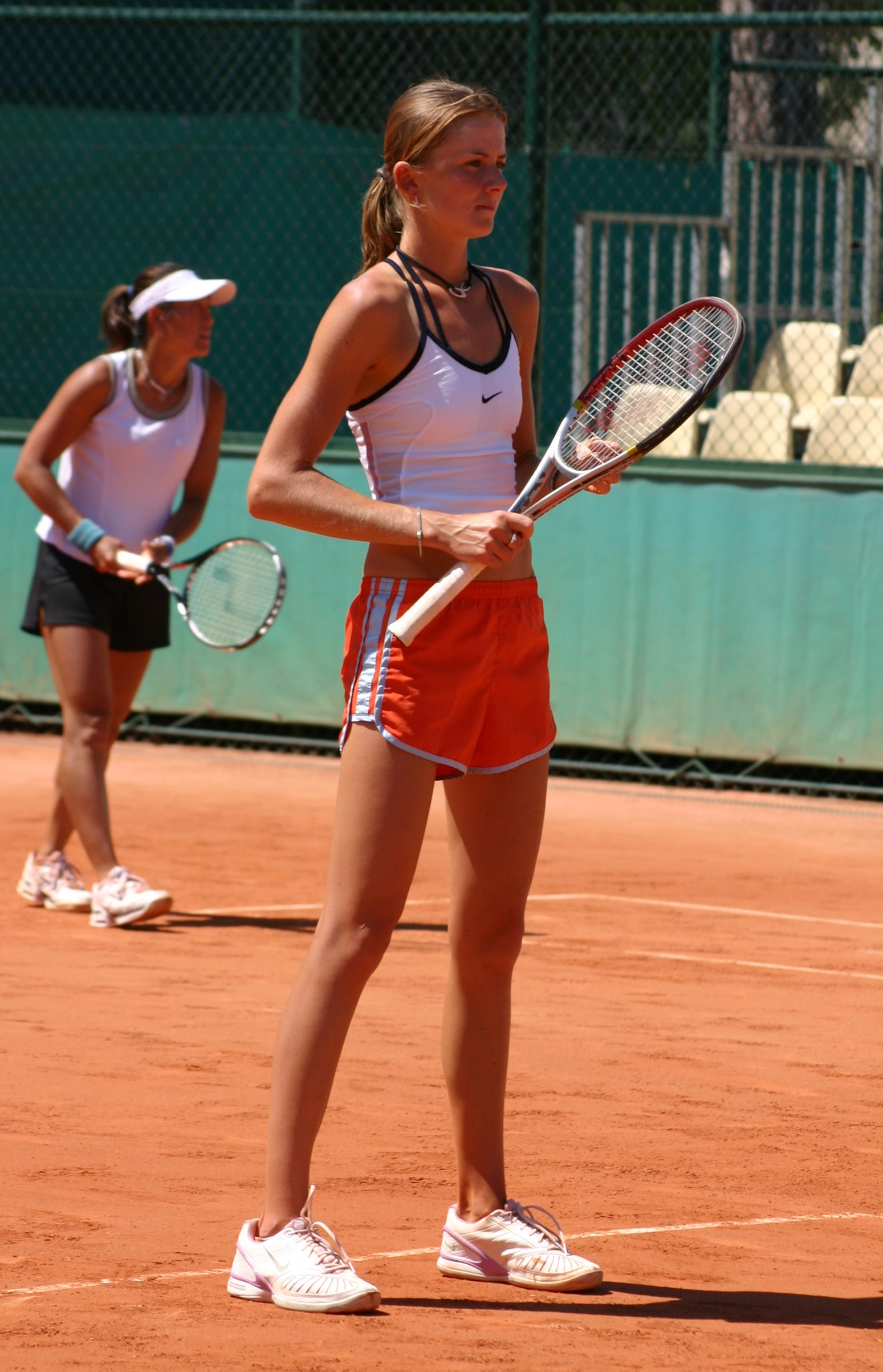
Lors du tournoi de Roland-Garros de 2006.

Espérant de meilleurs résultats sur terre battue, Daniela Hantuchová commence par le tournoi de Varsovie, où encore une fois, elle est éliminée au 2e tour. À Berlin, c'est Dinara Safina qui l'élimine au 3e tour et à Rome, elle échoue dès le 1er tour face à Samantha Stosur. Elle se présente donc à Roland-Garros avec beaucoup de doutes et d'incertitudes. Elle gagne cependant facilement le premier tour face à Lourdes Domínguez Lino. Les deux tours suivants seront beaucoup plus délicats avec des victoires en trois sets face à Emmanuelle Gagliardi et Nathalie Dechy. C'est donc émoussée physiquement qu'elle s'incline en huitième de finale face à Kim Clijsters. Elle parvient toutefois jusqu'en finale du tournoi de double avec Ai Sugiyama.
Elle se présente à Wimbledon sans gros repères, mais elle remporte sans briller les trois premiers tours. En huitième de finale, elle est sèchement battue par la Belge Justine Henin-Hardenne (6-3, 6-1).
Hantuchová attaque l'été américain par une élimination au premier tour du tournoi de Stanford. Ensuite, elle atteint seulement les huitièmes de finale à San Diego, battue par la jeune prodige Nicole Vaidišová, et à Montréal, battue par la revenante Martina Hingis. Elle arrive donc à l'US Open avec beaucoup de matchs dans les jambes mais peu de victoires engrangées. Elle passe le premier tour face à Bethanie Mattek mais échoue contre Serena Williams après avoir mené 5-1 dans la première manche.
En fin de saison, elle se distingue en battant la Française Tatiana Golovin, récente quart de finaliste à l'US Open, au premier tour du tournoi de Luxembourg. À Stuttgart, la Slovaque reprend quelques couleurs en atteignant les quarts de finale, éliminant au passage Dinara Safina. À Zurich, elle retrouve un bon niveau en atteignant la finale, battant au passage Patty Schnyder et Svetlana Kuznetsova. Le titre revient cependant à Maria Sharapova.

### 2007: deuxième titre à Indian Wells
Début 2007, elle ne fait pas mieux qu'un deuxième tour à Auckland puis subit une défaite dès le premier tour à Sydney. Elle arrive donc à l'Open d'Australie sans avoir joué beaucoup de matchs. Elle parvient non sans mal à se qualifier pour les huitièmes de finale où est éliminée par Kim Clijsters (6-1, 7-5) qu'elle n'a jamais battue en neuf confrontations.
À Dubaï, la Slovaque parvient en quart de finale où elle est battue par la no 3 mondiale Amélie Mauresmo en trois sets. Elle annonce alors qu'elle arrête de jouer le double avec Ai Sugiyama, pour se consacrer à sa carrière en simple. À Doha, elle va jusqu'en demi-finale où elle est battue par Svetlana Kuznetsova non sans avoir battu en quart Martina Hingis (1-6, 6-4, 6-4). À Indian Wells, la Slovaque confirme son retour au meilleur niveau en s'adjugeant le deuxième titre de sa carrière, en battant la Russe Svetlana Kuznetsova, pourtant largement favorite, (6-3, 6-4), cinq ans après y avoir glané son tout premier titre.

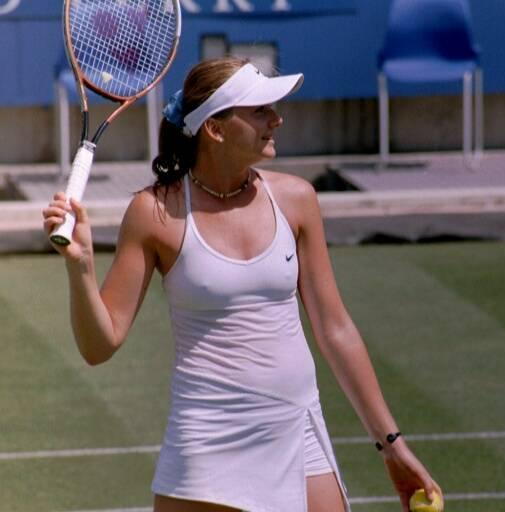
Hantuchová en 2007.

C'est alors que débute pour elle la saison de terre battue avec le tournoi d'Amelia Island où elle va jusqu'en quarts de finale. Elle y est éliminée par Sybille Bammer 2-6, 6-2, 6-2. Elle participe à la Fed Cup pour son pays pour passer dans le groupe mondial. Elle perd ses deux matchs face à Lucie Šafářová 7-6, 4-6, 6-3 et face à Nicole Vaidišová 6-2, 6-7, 6-3. La Slovaquie perd 5-0.
Hantuchová continue sa saison sur terre battue à Berlin où elle est sèchement éliminée dès le premier tour par Zuzana Ondrášková 6-1, 6-3. Mais la semaine suivante, au tournoi de Rome, elle se rassure en atteignant les demi-finales, où elle est éliminée en deux sets par Svetlana Kuznetsova 6-4, 6-2 (elle a tout de même sorti facilement une joueuse du top 10 : Anna Chakvetadze 6-2, 6-3). À cause d'une blessure, elle renonce à participer au tournoi de Strasbourg, préférant se concentrer sur Roland Garros. Elle y remporte son 1er match face à Jelena Kostanic Tosic qu'elle domine 6-1, 6-3. Son 2e tour est plus difficile et elle s'en sort en deux sets serrés face à la Russe Olga Puchkova 7-6, 6-3. Elle accède au 3e tour où elle est éliminée en trois sets au terme d'un match de plus de 3 heures face à Anabel Medina Garrigues 4-6, 7-6, 7-5.
À Birmingham, pour son 1er tournoi sur herbe de la saison, Hantuchová va jusqu'en quarts de finale du tournoi où elle est éliminée en trois sets par la française Marion Bartoli 5-7, 6-4, 7-5. Elle retourne dans le Top 10 à l'issue du tournoi, chose qui ne lui était pas arrivée depuis 2003. À Bois-le-Duc, la Slovaque va jusqu'en demi-finales où elle est battue par Anna Chakvetadze 6-3, 6-4. Pendant son parcours, elle a battu Ana Ivanović, finaliste peu de temps avant à Roland Garros, 6-3, 6-1. À Wimbledon, elle est éliminée par Serena Williams en huitièmes de finale en trois sets 6-2, 6-7, 6-2.
Elle commence son été américain en arrivant en demi-finale de Stanford où elle est éliminée par la jeune russe Anna Chakvetadze en trois sets 6-7, 6-3, 6-2. Elle est ensuite éliminée en huitièmes de finale des tournois de San Diego par Venus Williams en deux sets 6-0, 6-3 et de Los Angeles par Elena Dementieva aussi en deux sets 6-3, 4-1 par abandon de la Slovaque. Elle ne passe pas non plus les huitièmes de finale de New Haven puisqu'elle est éliminée par la hongroise Ágnes Szávay 7-5, 6-3. À l'US Open elle est éliminée au premier tour par Julia Vakulenko en trois sets 6-4, 3-6, 6-1.
Elle revient en force à Bali puisqu'elle perd en finale face à l'américaine Lindsay Davenport 6-4, 3-6, 6-2. Elle continue à Calcutta et perd en demi-finale face à Maria Kirilenko 4-6, 6-2, 6-1. Elle arrive à nouveau en finale du tournoi du Luxembourg mais perd face à la jeune serbe Ana Ivanović en trois sets 3-6, 6-4, 6-4. Elle est ensuite éliminée à Stuttgart par Elena Dementieva en huitièmes de finale en deux sets 6-4, 6-4 et à Zürich (aussi en huitièmes de finale), mais cette fois par la polonaise Agnieszka Radwańska 6-3, 6-3. Elle perd des points au classement WTA puisqu'elle était finaliste l'an passé face à Maria Sharapova. Cependant, Daniela Hantuchova réalisera une belle performance en s'imposant en finale du tournoi de Linz où elle bat la suissesse Patty Schnyder en deux sets 6-4, 6-2. Elle s'adjuge le 3e titre de sa carrière, le 2e de la saison. De plus, elle se qualifie pour les Masters de Madrid qui réunit les 8 meilleures joueuses mondiales dans le même tournoi pour la 2e fois de sa carrière après 2002. Elle n'arrive pas à se qualifier pour les demi-finales des Masters puisqu'elle est battue par Maria Sharapova (6-4, 7-5) et Ana Ivanović (6-2, 7-6). Elle termine néanmoins l'année sur une victoire puisqu'elle remportera le match sans enjeu qu'elle a livré contre Svetlana Kuznetsova (7-6, 6-0).
Daniela Hantuchová termine donc l'année dans le Top 10 et a remporté deux titres, chose qu'elle n'avait plus faite depuis 2002.

### 2008: première demi-finale en Grand Chelem
À l'Open d'Australie, elle passe les premiers tours en battant successivement Vania King, Alizé Cornet et Virginia Ruano Pascual. Elle remporte plus difficilement son huitième de finale face à Maria Kirilenko en trois sets (1-6, 6-4, 6-4). En quart de finale, elle élimine la révélation du tournoi Agnieszka Radwańska (6-2, 6-2) pour se qualifier pour la première fois de sa carrière pour les demi-finales d'un tournoi du Grand Chelem. Elle y est éliminée par la Serbe Ana Ivanović alors qu'elle menait 6-0, 2-0. Elle échoue finalement en trois sets 0-6, 6-3, 6-4.
Invitée de dernière minute, elle se rend à Paris pour y disputer l'Open Gaz de France. Annoncée comme l'une des favorites au vu de sa performance en Australie, elle est sortie dès les quarts de finale par la Hongroise Ágnes Szávay. À Anvers, à cause de problèmes respiratoires, la Slovaque abandonne au 3e set de son quart de finale face à la Suissesse Timea Bacsinszky alors qu'elle est menée 6-2, 4-6, 4-1.
Elle reprend à Indian Wells, tournoi où elle est tenante du titre. Cependant, elle est éliminée en quart de finale par la Russe Maria Sharapova 7-6, 6-1 non sans avoir mené jusqu'à 5-2, avec balle de set dans le 1er set. À Miami, elle est battue dès le 3e tour par la Japonaise Ai Sugiyama, en trois sets 6-4, 6-7, 7-5.
La saison sur terre battue commence à Amelia Island où elle est battue par la Croate Karolina Šprem dès le 2e tour. Blessée au pied droit, elle déclare forfait pour tous les autres tournois disputés sur terre. Elle ne reprend qu'à Wimbledon où elle est confrontée au 1er tour à Sara Errani qu'elle élimine en deux sets. Elle subit cependant la loi d'Alisa Kleybanova au 2e tour (6-3, 4-6, 6-1).

### 2009-2012

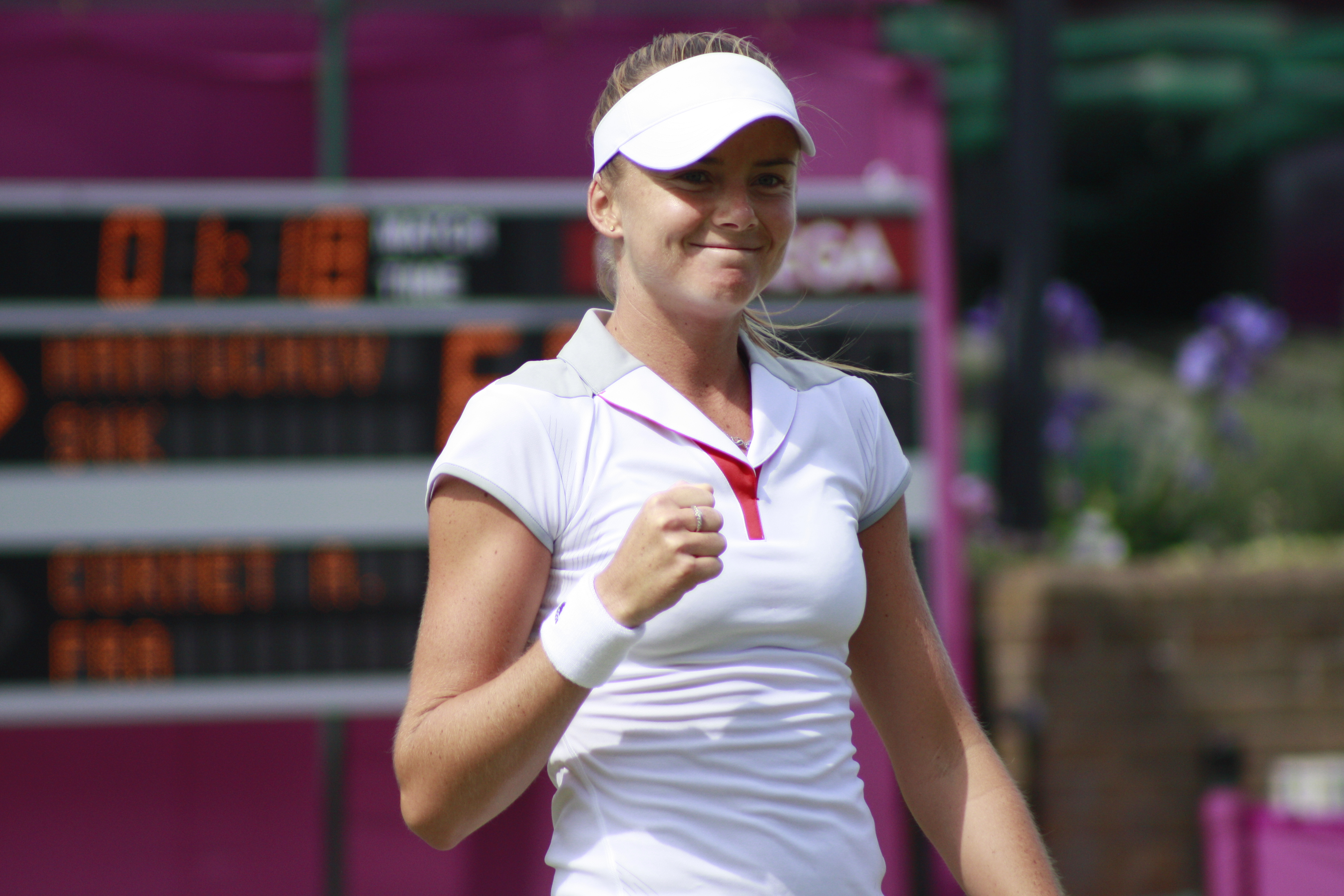
Lors des Jeux olympiques de Londres en 2012.

En 2011, elle remporte le tournoi de Miami en double dames avec Agnieszka Radwańska. Cette année-là ainsi qu'en 2012, elle s'impose au tournoi de Pattaya.

### 2013: premier quart de finale en Grand Chelem depuis 2008
À Madrid, elle bat Sloane Stephens en deux sets 6-3, 7-5, puis bat pour la première fois la Tchèque Petra Kvitová, tête de série no 8 en 3 manches 2-6, 6-2, 6-3. Elle perd en huitième de finale contre l'Estonienne Kaia Kanepi 6-3, 6-4. Lors du tournoi de Roland-Garros, elle se fait éliminer dès le premier tour par Jelena Janković, sur le score de 4-6, 67-7. La Slovaque s'aligne ensuite au tournoi de Birmingham (gazon) en battant successivement la qualifiée australienne Casey Dellacqua 6-1, 7-6, puis la jeune Britannique Laura Robson tête de série no 7, 6-3, 6-4, et la Française Kristina Mladenovic, tête de série no 12, après un match disputé où Daniela l'emporte au finish, 3-6, 7-6, 6-2. Puis elle affronte la lauréate de Roland-Garros 2010, Francesca Schiavone. Après un match de près de 3h30, la Slovaque parvient à l'emporter 6-7, 6-4, 7-6. Elle se qualifie donc pour les demi-finales contre l'Américaine Alison Riske, match qu'elle remporte en 3 manches à nouveau, 5-7, 6-1, 6-4. En finale, elle affronte la révélation de la semaine, la Croate Donna Vekić.  Daniela Hantuchová domine l'ensemble du match et remporte le tournoi sur le score de 7-6, 6-4. Elle gagne son premier titre depuis Pattaya 2012, le premier sur gazon. Elle atteint les quarts de finale de l'US Open, stade auquel elle n'avait plus accédé depuis 2002 sur le sol américain. Cependant, la meilleure joueuse qu'elle ait battue n'était que la 81e mondiale Alison Riske. Son parcours s'arrête face à Victoria Azarenka, no 2 mondiale. Avec ce parcours, Daniela Hantuchová fait son retour dans le top 30.

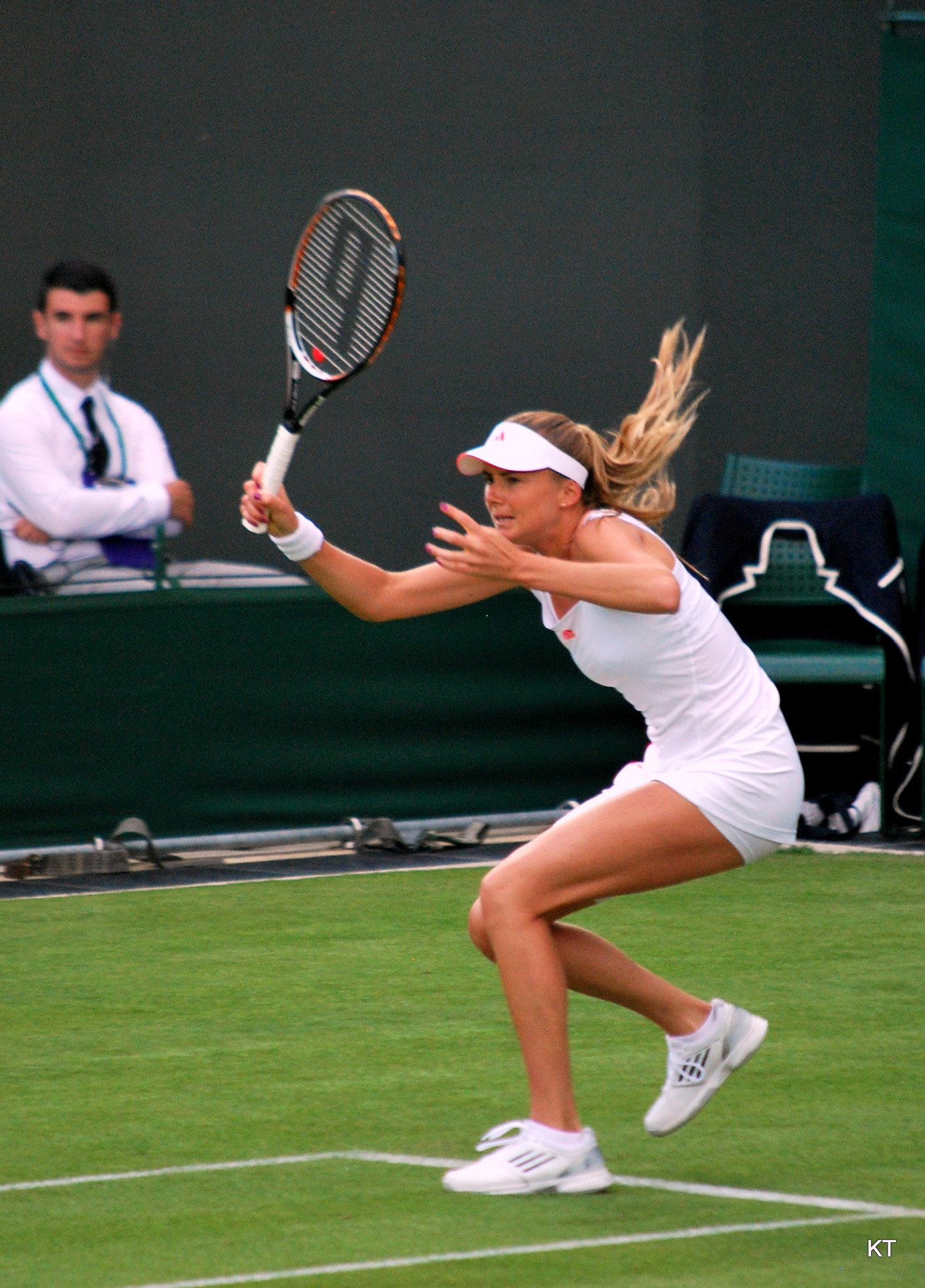

### 2014-2017
Après trois saisons marquées par un seul titre en simple et un nombre de défaites supérieur à celui des victoires, elle annonce officiellement sa retraite sportive en juillet 2017,. Son dernier match remontait aux qualifications du tournoi de Rabat début mai de cette même année.

## Style de jeu
Cette section ne s'appuie pas, ou pas assez, sur des sources secondaires ou tertiaires indépendantes du sujet. Le texte peut contenir des analyses inexactes ou inédites de sources primaires.
Pour l'améliorer, ajoutez-en, ou placez des modèles {{Source secondaire souhaitée}} ou {{Source secondaire nécessaire}} sur les passages mal sourcés. (juillet 2023)
Daniela Hantuchová possède un jeu assez complet. En effet, la Slovaque frappe généralement ses coups à plat en coup droit comme en revers, mais elle peut jouer aussi avec les effets tels que le slice. Grâce à son expérience en double, elle joue très bien au filet et n'hésite pas à user des amortis pour casser le rythme des échanges. Elle possède aussi un bon service qui lui vaut de gagner certains points plus facilement. Sa seconde balle est assez prenable. Elle manque néanmoins de puissance. Certes, ses frappes jouées à plat sont plus sèches mais elles auraient gagné en efficacité avec un peu plus de puissance.
La Slovaque pratique un jeu à risque et cherche souvent les lignes, si bien que « dans un mauvais jour », elle est facilement déstabilisée par des fautes directes. Enfin, son mental est potentiellement friable. Quand elle mène très largement, elle peut craquer au moment de conclure. Il lui arrive aussi de se déconcentrer dans les moments clés du match, alors qu'elle a su parfois s'imposer alors qu'elle était au bord de la défaite.

## Palmarès

### Titres en simple dames
| No | Date       | Nom et lieu du tournoi          | Catégorie | Dotation    | Surface      | Finaliste           | Score          |          |
| -- | ---------- | ------------------------------- | --------- | ----------- | ------------ | ------------------- | -------------- | -------- |
| 1  | 04-03-2002 | Pacific Life Open, Indian Wells | Tier I    | 2 100 000 $ | Dur (ext.)   | Martina Hingis      | 6-3, 6-4       | Parcours |
| 2  | 05-03-2007 | Pacific Life Open, Indian Wells | Tier I    | 2 100 000 $ | Dur (ext.)   | Svetlana Kuznetsova | 6-3, 6-4       | Parcours |
| 3  | 22-10-2007 | Generali Ladies, Linz           | Tier II   | 600 000 $   | Dur (int.)   | Patty Schnyder      | 6-4, 6-2       | Parcours |
| 4  | 07-02-2011 | PTT Open, Pattaya               | Intern'l  | 220 000 $   | Dur (ext.)   | Sara Errani         | 6-0, 6-2       | Parcours |
| 5  | 06-02-2012 | PTT Open, Pattaya               | Intern'l  | 220 000 $   | Dur (ext.)   | Maria Kirilenko     | 6-74, 6-3, 6-3 | Parcours |
| 6  | 10-06-2013 | Aegon Classic, Birmingham       | Intern'l  | 235 000 $   | Gazon (ext.) | Donna Vekić         | 7-65, 6-4      | Parcours |
| 7  | 09-02-2015 | PTT Thailand Open, Pattaya      | Intern'l  | 250 000 $   | Dur (ext.)   | Ajla Tomljanović    | 3-6, 6-3, 6-4  | Parcours |

### Finales en simple dames
| No | Date       | Nom et lieu du tournoi                          | Catégorie | Dotation    | Surface      | Vainqueure          | Score          |          |
| -- | ---------- | ----------------------------------------------- | --------- | ----------- | ------------ | ------------------- | -------------- | -------- |
| 1  | 07-10-2002 | Porsche Grand Prix, Filderstadt                 | Tier II   | 625 000 $   | Dur (int.)   | Kim Clijsters       | 4-6, 6-3, 6-4  | Parcours |
| 2  | 14-06-2004 | Hastings Direct Int’l Championships, Eastbourne | Tier II   | 585 000 $   | Gazon (ext.) | Svetlana Kuznetsova | 2-6, 7-62, 6-4 | Parcours |
| 3  | 08-08-2005 | JPMorgan Chase Open by Herbalife, Los Angeles   | Tier II   | 585 000 $   | Dur (ext.)   | Kim Clijsters       | 6-4, 6-1       | Parcours |
| 4  | 16-10-2006 | Zurich Open, Zurich                             | Tier I    | 1 340 000 $ | Dur (int.)   | Maria Sharapova     | 6-1, 4-6, 6-3  | Parcours |
| 5  | 10-09-2007 | C. Bank Tennis Classic, Bali                    | Tier III  | 225 000 $   | Dur (ext.)   | Lindsay Davenport   | 6-4, 3-6, 6-2  | Parcours |
| 6  | 24-09-2007 | FORTIS Championships, Luxembourg                | Tier II   | 600 000 $   | Dur (int.)   | Ana Ivanović        | 3-6, 6-4, 6-4  | Parcours |
| 7  | 01-03-2010 | Abierto Monterrey, Monterrey                    | Intern'l  | 220 000 $   | Dur (ext.)   | A. Pavlyuchenkova   | 1-6, 6-1, 6-0  | Parcours |
| 8  | 06-06-2011 | Aegon Classic, Birmingham                       | Intern'l  | 220 000 $   | Gazon (ext.) | Sabine Lisicki      | 6-3, 6-2       | Parcours |
| 9  | 01-01-2012 | Brisbane International, Brisbane                | Premier   | 655 000 $   | Dur (ext.)   | Kaia Kanepi         | 6-2, 6-1       | Parcours |

### Titres en double dames
| No | Date       | Nom et lieu du tournoi                    | Catégorie | Dotation    | Surface      | Partenaire          | Finalistes                        | Score             |          |
| -- | ---------- | ----------------------------------------- | --------- | ----------- | ------------ | ------------------- | --------------------------------- | ----------------- | -------- |
| 1  | 23-10-2000 | Eurotel Slovak Indoors Bratislava         | Tier IVb  | 110 000 $   | Dur (int.)   | Karina Habšudová    | Petra Mandula Patricia Wartusch   | Forfait           | Parcours |
| 2  | 22-10-2001 | SEAT Open Luxembourg                      | Tier III  | 170 000 $   | Dur (int.)   | Elena Bovina        | Bianka Lamade Patty Schnyder      | 6-3, 6-3          | Parcours |
| 3  | 08-04-2002 | Bausch & Lomb Championships Amelia Island | Tier II   | 585 000 $   | Terre (ext.) | Arantxa Sánchez     | María Emilia Salerni Åsa Svensson | 6-4, 6-2          | Parcours |
| 4  | 19-08-2002 | Pilot Pen Tennis New Haven                | Tier II   | 585 000 $   | Dur (ext.)   | Arantxa Sánchez     | Tathiana Garbin Janette Husárová  | 6-3, 1-6, 7-5     | Parcours |
| 5  | 06-06-2005 | DFS Classic Birmingham                    | Tier III  | 200 000 $   | Gazon (ext.) | Ai Sugiyama         | Eléni Daniilídou Jennifer Russell | 6-2, 6-3          | Parcours |
| 6  | 03-10-2005 | Porsche Tennis Grand Prix Filderstadt     | Tier II   | 650 000 $   | Dur (int.)   | Anastasia Myskina   | Květa Peschke Francesca Schiavone | 6-0, 3-6, 7-5     | Parcours |
| 7  | 27-02-2006 | Qatar Total Open Doha                     | Tier II   | 600 000 $   | Dur (ext.)   | Ai Sugiyama         | Li Ting Sun Tiantian              | 6-4, 6-4          | Parcours |
| 8  | 15-05-2006 | Internazionali d'Italia Rome              | Tier I    | 1 340 000 $ | Terre (ext.) | Ai Sugiyama         | Květa Peschke Francesca Schiavone | 3-6, 6-3, 6-1     | Parcours |
| 9  | 21-03-2011 | Sony Ericsson Open Miami                  | PREMIER*  | 4 500 000 $ | Dur (ext.)   | Agnieszka Radwańska | Liezel Huber Nadia Petrova        | 7-65, 2-6, [10-8] | Parcours |

### Finales en double dames
| No | Date       | Nom et lieu du tournoi           | Catégorie | Dotation    | Surface      | Vainqueures                              | Partenaire      | Score           |          |
| -- | ---------- | -------------------------------- | --------- | ----------- | ------------ | ---------------------------------------- | --------------- | --------------- | -------- |
| 1  | 14-01-2002 | Australian Open Melbourne        | G. Chelem | 3 942 915 $ | Dur (ext.)   | Martina Hingis Anna Kournikova           | Arantxa Sánchez | 6-2, 6-74, 6-1  | Parcours |
| 2  | 30-04-2002 | Betty Barclay Cup Hambourg       | Tier II   | 585 000 $   | Terre (ext.) | Martina Hingis Barbara Schett            | Arantxa Sánchez | 6-1, 6-1        | Parcours |
| 3  | 06-05-2002 | Eurocard German Open Berlin      | Tier I    | 1 224 000 $ | Terre (ext.) | Elena Dementieva Janette Husárová        | Arantxa Sánchez | 0-6, 7-63, 6-2  | Parcours |
| 4  | 29-07-2002 | Acura Classic San Diego          | Tier II   | 775 000 $   | Dur (ext.)   | Elena Dementieva Janette Husárová        | Ai Sugiyama     | 6-2, 6-4        | Parcours |
| 5  | 05-08-2002 | JPMorgan Chase Open Los Angeles  | Tier II   | 585 000 $   | Dur (ext.)   | Kim Clijsters Jelena Dokić               | Ai Sugiyama     | 6-3, 6-3        | Parcours |
| 6  | 01-08-2005 | Acura Classic San Diego          | Tier I    | 1 300 000 $ | Dur (ext.)   | Conchita Martínez Virginia Ruano Pascual | Ai Sugiyama     | 6-77, 6-1, 7-5  | Parcours |
| 7  | 17-10-2005 | Zürich Open Zurich               | Tier I    | 1 300 000 $ | Dur (int.)   | Cara Black Rennae Stubbs                 | Ai Sugiyama     | 6-76, 7-64, 6-3 | Parcours |
| 8  | 29-05-2006 | Roland-Garros Paris              | G. Chelem | 6 747 626 $ | Terre (ext.) | Lisa Raymond Samantha Stosur             | Ai Sugiyama     | 6-3, 6-2        | Parcours |
| 9  | 08-08-2006 | JPMorgan Chase Open Los Angeles  | Tier II   | 600 000 $   | Dur (ext.)   | Virginia Ruano Pascual Paola Suárez      | Ai Sugiyama     | 6-3, 6-4        | Parcours |
| 10 | 19-01-2009 | Australian Open Melbourne        | G. Chelem | 7 262 973 $ | Dur (ext.)   | Serena Williams Venus Williams           | Ai Sugiyama     | 6-3, 6-3        | Parcours |
| 11 | 04-05-2009 | Internazionali BNL d'Italia Rome | Premier 5 | 2 000 000 $ | Terre (ext.) | Hsieh Su-wei Peng Shuai                  | Ai Sugiyama     | 7-5, 7-65       | Parcours |
| 12 | 27-09-2009 | Toray Pan Pacific Open Tokyo     | Premier 5 | 2 000 000 $ | Dur (ext.)   | Alisa Kleybanova Francesca Schiavone     | Ai Sugiyama     | 6-4, 6-2        | Parcours |

### Titres en double mixte
| No | Date       | Nom et lieu du tournoi        | Catégorie | Dotation      | Surface      | Partenaire      | Finalistes                        | Score         |          |
| -- | ---------- | ----------------------------- | --------- | ------------- | ------------ | --------------- | --------------------------------- | ------------- | -------- |
| 1  | 25-06-2001 | The Championships Wimbledon   | G. Chelem | 4 545 319 $   | Gazon (ext.) | Leoš Friedl     | Liezel Huber Mike Bryan           | 4-6, 6-3, 6-2 | Parcours |
| 2  | 14-01-2002 | Australian Open Melbourne     | G. Chelem | 3 942 915 $   | Dur (ext.)   | Kevin Ullyett   | Paola Suárez Gastón Etlis         | 6-3, 6-2      | Parcours |
| 3  | 01-01-2005 | Hyundai Hopman Cup XVII Perth | ITF       | 1 000 000 AU$ | Dur (int.)   | Dominik Hrbatý  | Gisela Dulko Guillermo Coria      | 3 matchs à 0  | Parcours |
| 4  | 23-05-2005 | Roland-Garros Paris           | G. Chelem | 5 301 154 $   | Terre (ext.) | Fabrice Santoro | Martina Navrátilová Leander Paes  | 3-6, 6-3, 6-2 | Parcours |
| 5  | 29-08-2005 | US Open Flushing Meadows      | G. Chelem | 7 147 042 $   | Dur (ext.)   | Mahesh Bhupathi | Katarina Srebotnik Nenad Zimonjić | 6-4, 6-2      | Parcours |

### Finales en double mixte
| No | Date       | Nom et lieu du tournoi       | Catégorie | Dotation      | Surface      | Vainqueures                       | Partenaire    | Score         |          |
| -- | ---------- | ---------------------------- | --------- | ------------- | ------------ | --------------------------------- | ------------- | ------------- | -------- |
| 1  | 24-06-2002 | The Championships Wimbledon  | G. Chelem | 5 450 958 $   | Gazon (ext.) | Elena Likhovtseva Mahesh Bhupathi | Kevin Ullyett | 6-2, 1-6, 6-1 | Parcours |
| 2  | 03-01-2004 | Hyundai Hopman Cup XVI Perth | ITF       | 1 000 000 AU$ | Dur (int.)   | Lindsay Davenport James Blake     | Karol Kučera  | 2 matchs à 1  | Parcours |

## Parcours en Grand Chelem

### En simple dames
| Année | Open d'Australie                                         | Open d'Australie    | Internationaux de France | Internationaux de France                            | Wimbledon                                           | Wimbledon         | US Open         | US Open             |
| ----- | -------------------------------------------------------- | ------------------- | ------------------------ | --------------------------------------------------- | --------------------------------------------------- | ----------------- | --------------- | ------------------- |
| 2000  | Q2 \|\| style="text-align:left" \| Florencia Labat       | —                   | —                        | Q2 \|\| style="text-align:left" \| Rachel McQuillan | Q2 \|\| style="text-align:left" \| Miriam Schnitzer |                   |                 |                     |
| 2001  | 1er tour (1/64)                                          | Anna Kournikova     | 2e tour (1/32)           | Conchita Martínez                                   | 2e tour (1/32)                                      | Venus Williams    | 1er tour (1/64) | Nathalie Dechy      |
| 2002  | 3e tour (1/16)                                           | Venus Williams      | 4e tour (1/8)            | Monica Seles                                        | 1/4 de finale                                       | Serena Williams   | 1/4 de finale   | Serena Williams     |
| 2003  | 1/4 de finale                                            | Venus Williams      | 2e tour (1/32)           | Ashley Harkleroad                                   | 2e tour (1/32)                                      | Shinobu Asagoe    | 3e tour (1/16)  | Tamarine Tanasugarn |
| 2004  | 2e tour (1/32)                                           | Alicia Molik        | 1er tour (1/64)          | Shinobu Asagoe                                      | 3e tour (1/16)                                      | Maria Sharapova   | 3e tour (1/16)  | Patty Schnyder      |
| 2005  | 3e tour (1/16)                                           | Elena Dementieva    | 3e tour (1/16)           | Kim Clijsters                                       | 3e tour (1/16)                                      | Venus Williams    | 3e tour (1/16)  | Venus Williams      |
| 2006  | 4e tour (1/8)                                            | Maria Sharapova     | 4e tour (1/8)            | Kim Clijsters                                       | 4e tour (1/8)                                       | Justine Henin     | 2e tour (1/32)  | Serena Williams     |
| 2007  | 4e tour (1/8)                                            | Kim Clijsters       | 3e tour (1/16)           | Anabel Medina                                       | 4e tour (1/8)                                       | Serena Williams   | 1er tour (1/64) | Julia Vakulenko     |
| 2008  | 1/2 finale                                               | Ana Ivanović        | -                        | -                                                   | 2e tour (1/32)                                      | Alisa Kleybanova  | 1er tour (1/64) | Anna-Lena Grönefeld |
| 2009  | 3e tour (1/16)                                           | Alizé Cornet        | 1er tour (1/64)          | Virginie Razzano                                    | 4e tour (1/8)                                       | Serena Williams   | 4e tour (1/8)   | Serena Williams     |
| 2010  | 3e tour (1/16)                                           | Li Na               | 4e tour (1/8)            | Jelena Janković                                     | 2e tour (1/32)                                      | Barbora Strýcová  | 3e tour (1/16)  | Elena Dementieva    |
| 2011  | 1er tour (1/64)                                          | Regina Kulikova     | 4e tour (1/8)            | Svetlana Kuznetsova                                 | 3e tour (1/16)                                      | Victoria Azarenka | 1er tour (1/64) | Pauline Parmentier  |
| 2012  | 3e tour (1/16)                                           | Kim Clijsters       | -                        | -                                                   | 1er tour (1/64)                                     | Jamie Hampton     | 1er tour (1/64) | A. Pavlyuchenkova   |
| 2013  | 1er tour (1/64)                                          | Chan Yung-jan       | 1er tour (1/64)          | Jelena Janković                                     | 1er tour (1/64)                                     | Klára Zakopalová  | 1/4 de finale   | Victoria Azarenka   |
| 2014  | 3e tour (1/16)                                           | Serena Williams     | 3e tour (1/16)           | Angelique Kerber                                    | 1er tour (1/64)                                     | Eugenie Bouchard  | 2e tour (1/32)  | Alizé Cornet        |
| 2015  | 2e tour (1/32)                                           | Garbiñe Muguruza    | 1er tour (1/64)          | Belinda Bencic                                      | 2e tour (1/32)                                      | Heather Watson    | 1er tour (1/64) | Misaki Doi          |
| 2016  | 1er tour (1/64)                                          | Svetlana Kuznetsova | 1er tour (1/64)          | Mirjana Lučić                                       | 1er tour (1/64)                                     | Christina McHale  | -               | -                   |
| 2017  | Q1 \|\| style="text-align:left" \| Natalia Vikhlyantseva | —                   | —                        | —                                                   | —                                                   | —                 | —               |                     |

À droite du résultat, l’ultime adversaire.

### En double dames
| Année | Open d'Australie              | Open d'Australie            | Internationaux de France      | Internationaux de France   | Wimbledon                    | Wimbledon                  | US Open                       | US Open                     |
| ----- | ----------------------------- | --------------------------- | ----------------------------- | -------------------------- | ---------------------------- | -------------------------- | ----------------------------- | --------------------------- |
| 2001  | 1er tour (1/32) L. Pleming    | Åsa Svensson M. Maleeva     | 3e tour (1/8) H. Nagyová      | Anke Huber B. Schett       | 3e tour (1/8) K. Habšudová   | R. McQuillan Lisa McShea   | 1er tour (1/32) Elena Bovina  | Silvia Farina Tulyaganova   |
| 2002  | Finale A. Sánchez             | M. Hingis A. Kournikova     | 1er tour (1/32) A. Sánchez    | B. Rittner María Vento     | 2e tour (1/16) J. Capriati   | C. Martínez Mary Pierce    | 1er tour (1/32) A. Sánchez    | Erika de Lone S. Jeyaseelan |
| 2003  | 1/4 de finale Shaughnessy     | E. Gagliardi Petra Mandula  | 1/2 finale Chanda Rubin       | V. Ruano Paola Suárez      | 2e tour (1/16) Chanda Rubin  | Dája Bedáňová R. Voráčová  | 3e tour (1/8) Chanda Rubin    | J. Husárová C. Martínez     |
| 2004  | 1er tour (1/32) Els Callens   | J. Husárová Dinara Safina   | 2e tour (1/16) Dinara Safina  | Jill Craybas Weingärtner   | 2e tour (1/16) N. Dechy      | S. Kuznetsova Likhovtseva  | 1er tour (1/32) Dinara Safina | V. Ruano Paola Suárez       |
| 2005  | 1/4 de finale Navrátilová     | S. Kuznetsova Alicia Molik  | 2e tour (1/16) Ai Sugiyama    | Eva Birnerová Andreea Vanc | 1/4 de finale Ai Sugiyama    | Cara Black Liezel Huber    | 3e tour (1/8) Ai Sugiyama     | Yan Zi Zheng Jie            |
| 2006  | 3e tour (1/8) Ai Sugiyama     | Gisela Dulko M. Kirilenko   | Finale Ai Sugiyama            | Lisa Raymond S. Stosur     | 1er tour (1/32) Ai Sugiyama  | J. Gajdošová A. Harkleroad | 2e tour (1/16) Ai Sugiyama    | N. Dechy V. Zvonareva       |
| 2007  | 1/4 de finale Ai Sugiyama     | Cara Black Liezel Huber     | -                             | -                          | 1er tour (1/32) Ana Ivanović | Chan Yung-jan Chuang C-j.  | 3e tour (1/8) M. Hingis       | Květa Peschke Rennae Stubbs |
| 2008  | 3e tour (1/8) L. Davenport    | A. Bondarenko K. Bondarenko | -                             | -                          | -                            | -                          | 3e tour (1/8) L. Davenport    | K. Srebotnik Ai Sugiyama    |
| 2009  | Finale Ai Sugiyama            | S. Williams V. Williams     | 3e tour (1/8) Ai Sugiyama     | Hsieh Su-wei Peng Shuai    | 2e tour (1/16) Ai Sugiyama   | A. Kleybanova E. Makarova  | 3e tour (1/8) Ai Sugiyama     | Yan Zi Zheng Jie            |
| 2010  | -                             | -                           | 2e tour (1/16) C. Wozniacki   | S. Williams V. Williams    | 3e tour (1/8) Cara Black     | Lisa Raymond Rennae Stubbs | 2e tour (1/16) C. Wozniacki   | B. Mattek Shaughnessy       |
| 2011  | -                             | -                           | 1er tour (1/32) A. Radwańska  | M. Krajicek L. Šafářová    | 3e tour (1/8) A. Radwańska   | Sania Mirza Elena Vesnina  | 1/2 finale A. Radwańska       | Liezel Huber Lisa Raymond   |
| 2012  | 3e tour (1/8) A. Radwańska    | Sara Errani Roberta Vinci   | -                             | -                          | 2e tour (1/16) D. Cibulková  | A. Hlaváčková L. Hradecká  | 1er tour (1/32) D. Cibulková  | Raquel Kops A. Spears       |
| 2013  | 1er tour (1/32) Anabel Medina | Julia Görges S. Stosur      | 1er tour (1/32) Anabel Medina | J. Janković Mirjana Lučić  | 2e tour (1/16) M. Kirilenko  | Sílvia Soler Carla Suárez  | 1er tour (1/32) M. Hingis     | Sara Errani Roberta Vinci   |
| 2014  | 3e tour (1/8) Lisa Raymond    | E. Makarova Elena Vesnina   | 1er tour (1/32) Shahar Peer   | Cara Black Sania Mirza     | 2e tour (1/16) Mirjana Lučić | E. Makarova Elena Vesnina  | 1er tour (1/32) F. Schiavone  | E. Makarova Elena Vesnina   |
| 2015  | 2e tour (1/16) Karin Knapp    | M. Hingis F. Pennetta       | 3e tour (1/8) S. Stosur       | M. Krajicek B. Strýcová    | 2e tour (1/16) S. Stosur     | C. Dellacqua Y. Shvedova   | -                             | -                           |
| 2016  | -                             | -                           | -                             | -                          | 1er tour (1/32) Donna Vekić  | M. Brengle Tatjana Maria   | -                             | -                           |

Sous le résultat, la partenaire ; à droite, l’ultime équipe adverse.

### En double mixte
| Année | Open d'Australie             | Open d'Australie            | Internationaux de France      | Internationaux de France   | Wimbledon                     | Wimbledon               | US Open                       | US Open                       |
| ----- | ---------------------------- | --------------------------- | ----------------------------- | -------------------------- | ----------------------------- | ----------------------- | ----------------------------- | ----------------------------- |
| 2001  | -                            | -                           | -                             | -                          | Victoire Leoš Friedl          | Liezel Huber Mike Bryan | -                             | -                             |
| 2002  | Victoire Kevin Ullyett       | Paola Suárez Gastón Etlis   | 1/4 de finale Kevin Ullyett   | Elena Bovina Mark Knowles  | Finale Kevin Ullyett          | Likhovtseva M. Bhupathi | 2e tour (1/8) Kevin Ullyett   | K. Srebotnik Bob Bryan        |
| 2003  | 1/2 finale Kevin Ullyett     | Navrátilová Leander Paes    | 1er tour (1/16) Kevin Ullyett | F. Schiavone Chris Haggard | 3e tour (1/8) Kevin Ullyett   | M. Sequera Jordan Kerr  | 1er tour (1/16) Kevin Ullyett | Krasnoroutskaïa Daniel Nestor |
| 2004  | 2e tour (1/8) J. Björkman    | T. Musgrave Paul Hanley     | 1/2 finale T. Woodbridge      | Cara Black Wayne Black     | 2e tour (1/16) Kevin Ullyett  | Cara Black Wayne Black  | 1er tour (1/16) Mark Knowles  | Navrátilová Leander Paes      |
| 2005  | 1er tour (1/16) Mark Knowles | S. Stosur Scott Draper      | Victoire F. Santoro           | Navrátilová Leander Paes   | -                             | -                       | Victoire M. Bhupathi          | K. Srebotnik N. Zimonjić      |
| 2007  | 1er tour (1/16) M. Bhupathi  | J. Janković N. Zimonjić     | -                             | -                          | -                             | -                       | -                             | -                             |
| 2010  | 2e tour (1/8) Daniel Nestor  | E. Makarova J. Levinský     | -                             | -                          | -                             | -                       | 1er tour (1/16) M. Bhupathi   | Kaia Kanepi R. Lindstedt      |
| 2011  | -                            | -                           | -                             | -                          | -                             | -                       | 2e tour (1/8) Mark Knowles    | B. Z. Strýcová P. Petzschner  |
| 2012  | -                            | -                           | -                             | -                          | 1er tour (1/32) Filip Polášek | H. Watson Ross Hutchins | 1er tour (1/16) R. Lindstedt  | Klaudia Jans Fyrstenberg      |
| 2013  | 2e tour (1/8) Fabio Fognini  | Hsieh Su-wei Rohan Bopanna  | 2e tour (1/8) J.-J. Rojer     | L. Hradecká F. Čermák      | 1er tour (1/32) M. Bhupathi   | S. Lisicki Mark Knowles | -                             | -                             |
| 2014  | 1/4 de finale Leander Paes   | K. Mladenovic Daniel Nestor | -                             | -                          | -                             | -                       | -                             | -                             |

Sous le résultat, le partenaire ; à droite, l’ultime équipe adverse.

## Parcours en «Premier Mandatory» et «Premier 5»
Découlant d'une réforme du circuit WTA inaugurée en 2009, les tournois WTA « Premier Mandatory » et « Premier 5 » constituent les catégories d'épreuves les plus prestigieuses, après les quatre levées du Grand Chelem.

### En simple dames
| Année |              | Premier Mandatory            | Premier Mandatory             | Premier Mandatory                 | Premier Mandatory             |       | Premier 5 | Premier 5                       | Premier 5                    | Premier 5                     | Premier 5                         | Premier 5 | Premier 5                    |
| Année | Indian Wells | Miami                        | Madrid                        | Pékin                             |                               | Dubaï | Rome      | Canada                          | Cincinnati                   |                               | Tokyo                             |           |                              |
| Année | Indian Wells | Miami                        | Madrid                        | Pékin                             |                               | Doha  | Rome      | Canada                          | Cincinnati                   |                               | Wuhan                             |           |                              |
| Année | Indian Wells | Miami                        | Madrid                        | Pékin                             |                               |       | Rome      | Canada                          | Cincinnati                   |                               |                                   |           |                              |
| 2009  |              | 4e tour (1/8) S. Bammer      | 2e tour (1/32) A. Chakvetadze | 2e tour (1/16) J. Janković        | 2e tour (1/16) N. Petrova     |       |           | 3e tour (1/8) V. Razzano        | 2e tour (1/16) S. Kuznetsova | 1er tour (1/32) Y. Shvedova   | 1/4 de finale F. Pennetta         |           | 2e tour (1/16) A. Radwańska  |
| 2010  |              | 2e tour (1/32) R. Vinci      | 4e tour (1/8) V. Williams     | 1er tour (1/32) A. Pavlyuchenkova | 1er tour (1/32) P. Hercog     |       |           | 3e tour (1/8) A. Pavlyuchenkova | 1er tour (1/32) F. Schiavone | 1er tour (1/32) F. Pennetta   | 1er tour (1/32) A. Pavlyuchenkova |           | 2e tour (1/16) K. Date       |
| 2011  |              | 2e tour (1/32) D. Safina     | 3e tour (1/16) C. Wozniacki   | 2e tour (1/16) S. Stosur          | 2e tour (1/16) F. Pennetta    |       |           | 1er tour (1/32) A. Chakvetadze  | 3e tour (1/8) F. Schiavone   | 2e tour (1/16) M. J. Martínez | 1/4 de finale V. Zvonareva        |           |                              |
| 2012  |              | 2e tour (1/32) K. Zakopalová | 3e tour (1/16) A. Ivanović    |                                   | 1er tour (1/32) P. Kvitová    |       |           | 1er tour (1/32) S. Halep        |                              | 1er tour (1/32) A. Wozniak    | 2e tour (1/16) S. Errani          |           | 2e tour (1/16) C. Wozniacki  |
| 2013  |              | 2e tour (1/32) V. Azarenka   | 2e tour (1/32) S. Errani      | 3e tour (1/8) K. Kanepi           | 1er tour (1/32) Li N.         |       |           | 3e tour (1/8) S. Errani         |                              |                               | 1er tour (1/32) A. Petkovic       |           | 1er tour (1/32) F. Pennetta  |
| 2014  |              | 2e tour (1/32) V. Lepchenko  | 2e tour (1/32) M. Keys        | 1er tour (1/32) R. Vinci          | 1er tour (1/32) S. Kuznetsova |       |           | 1er tour (1/32) A. Ivanović     | 1er tour (1/32) M. Puig      | 1er tour (1/32) C. Wozniacki  | 1er tour (1/32) E. Makarova       |           | 1er tour (1/32) B. Strýcová  |
| 2015  |              | 1er tour (1/64) K. Koukalová | 1er tour (1/64) B. Bencic     | 1er tour (1/32) E. Svitolina      |                               |       |           | 2e tour (1/16) S. Halep         | 1er tour (1/32) S. Errani    |                               | 1er tour (1/32) K. Mladenovic     |           | 1er tour (1/32) E. Svitolina |
| 2016  |              | 1er tour (1/64) D. Kasatkina |                               |                                   |                               |       |           |                                 |                              |                               |                                   |           |                              |

Sous le résultat, l’ultime adversaire.

### En double dames
N.B. : le nom de la partenaire se trouve sous le résultat ; le nom des ultimes adversaires se trouve à droite.

## Parcours aux Masters

### En simple dames
| # | Date       | Nom de l'édition                     | ($)       | Surface    | Résultat               | Ultime adversaire   | Score     |          |
| - | ---------- | ------------------------------------ | --------- | ---------- | ---------------------- | ------------------- | --------- | -------- |
| 1 | 04/11/2002 | Home Depot Championships Los Angeles | 3 000 000 | Dur (int.) | 1er tour (1/8)         | Magdalena Maleeva   | 6-2, 7-5  | Parcours |
| 2 | 05/11/2007 | Sony Ericsson Championships Madrid   | 3 000 000 | Dur (int.) | Round Robin (défaite)  | Maria Sharapova     | 6-4, 7-5  | Parcours |
| 2 | 05/11/2007 | Sony Ericsson Championships Madrid   | 3 000 000 | Dur (int.) | Round Robin (défaite)  | Ana Ivanović        | 6-2, 7-69 | Parcours |
| 2 | 05/11/2007 | Sony Ericsson Championships Madrid   | 3 000 000 | Dur (int.) | Round Robin (victoire) | Svetlana Kuznetsova | 7-67, 6-0 | Parcours |

## Parcours aux Jeux olympiques

### En simple dames
| # | Date       | Nom de l'olympiade             | Surface      | Résultat       | Ultime adversaire  | Score         |          |
| - | ---------- | ------------------------------ | ------------ | -------------- | ------------------ | ------------- | -------- |
| 1 | 15/08/2004 | Olympic Tennis Event Athènes   | Dur (ext.)   | 2e tour (1/16) | Patty Schnyder     | 3-6, 6-1, 6-4 | Parcours |
| 2 | 11/08/2008 | Olympic Tennis Event Pékin     | Dur (ext.)   | 2e tour (1/16) | Caroline Wozniacki | 6-1, 6-3      | Parcours |
| 3 | 28/07/2012 | Olympic Tennis Event Wimbledon | Gazon (ext.) | 3e tour (1/8)  | Caroline Wozniacki | 6-4, 6-2      | Parcours |

### En double dames
| # | Date       | Nom de l'olympiade             | Surface      | Résultat        | Partenaire         | Ultimes adversaires                   | Score     |          |
| - | ---------- | ------------------------------ | ------------ | --------------- | ------------------ | ------------------------------------- | --------- | -------- |
| 1 | 15/08/2004 | Olympic Tennis Event Athènes   | Dur (ext.)   | 1er tour (1/16) | Janette Husárová   | Myriam Casanova Patty Schnyder        | 6-3, 6-4  | Parcours |
| 2 | 11/08/2008 | Olympic Tennis Event Pékin     | Dur (ext.)   | 1er tour (1/16) | Janette Husárová   | Yan Zi Zheng Jie                      | 6-1, 7-69 | Parcours |
| 3 | 28/07/2012 | Olympic Tennis Event Wimbledon | Gazon (ext.) | 1er tour (1/16) | Dominika Cibulková | Agnieszka Radwańska Urszula Radwańska | 6-2, 6-1  | Parcours |

## Parcours en Fed Cup
| #                                                                              | Date       | Lieu           | Surface         | Gagnante(s)                             | Perdante(s)                             | Score          |          |
|                                                                                |            |                |                 |                                         |                                         |                |          |
| 1999 - 1/2 finale (groupe mondial) - Russie - Slovaquie - 3 : 2                |            |                |                 |                                         |                                         |                |          |
| 1                                                                              | 24/07/1999 | Moscou         | Terre (int.)    | Ľudmila Cervanová Daniela Hantuchová    | Elena Dementieva Elena Makarova         | 7-5, 7-65      | Parcours |
|                                                                                |            |                |                 |                                         |                                         |                |          |
| 2000 - Round robin (groupe mondial) - Slovaquie - Suisse - 1 : 2               |            |                |                 |                                         |                                         |                |          |
| 2                                                                              | 27/04/2000 | Bratislava     | Dur (int.)      | Karina Habšudová Daniela Hantuchová     | Patty Schnyder Miroslava Vavrinec       | 6-78, 6-2, 7-5 | Parcours |
|                                                                                |            |                |                 |                                         |                                         |                |          |
| 2000 - Round robin (groupe mondial) - Slovaquie - République tchèque - 1 : 2   |            |                |                 |                                         |                                         |                |          |
| 3                                                                              | 29/04/2000 | Bratislava     | Dur (int.)      | Daniela Hantuchová                      | Květa Hrdličková                        | 6-4, 6-2       | Parcours |
| 3                                                                              | 29/04/2000 | Bratislava     | Dur (int.)      | Dája Bedáňová Květa Hrdličková          | Karina Habšudová Daniela Hantuchová     | 7-5, 6-3       | Parcours |
|                                                                                |            |                |                 |                                         |                                         |                |          |
| 2000 - Round robin (groupe mondial) - Slovaquie - Autriche - 0 : 2             |            |                |                 |                                         |                                         |                |          |
| 4                                                                              | 30/04/2000 | Bratislava     | Dur (int.)      | Marion Maruska                          | Daniela Hantuchová                      | 6-4, 7-61      | Parcours |
|                                                                                |            |                |                 |                                         |                                         |                |          |
| 2001 - 1er tour (groupe mondial) - Slovaquie - Hongrie - 4 : 1                 |            |                |                 |                                         |                                         |                |          |
| 5                                                                              | 28/04/2001 | Bratislava     | Terre (ext.)    | Daniela Hantuchová                      | Rita Kuti-Kis                           | 6-4, 6-4       | Parcours |
| 5                                                                              | 28/04/2001 | Bratislava     | Terre (ext.)    | Daniela Hantuchová                      | Petra Mandula                           | 6-3, 6-4       | Parcours |
| 5                                                                              | 28/04/2001 | Bratislava     | Terre (ext.)    | Anikó Kapros Petra Mandula              | Karina Habšudová Daniela Hantuchová     | 6-2, 5-7, 7-5  | Parcours |
|                                                                                |            |                |                 |                                         |                                         |                |          |
| 2001 - 1/4 de finale (groupe mondial) - Slovaquie - Russie - 2 : 3             |            |                |                 |                                         |                                         |                |          |
| 6                                                                              | 21/07/2001 | Bratislava     | Terre (ext.)    | Elena Dementieva                        | Daniela Hantuchová                      | 6-2, 7-66      | Parcours |
| 6                                                                              | 21/07/2001 | Bratislava     | Terre (ext.)    | Daniela Hantuchová                      | Elena Likhovtseva                       | 6-1, 6-3       | Parcours |
|                                                                                |            |                |                 |                                         |                                         |                |          |
| 2002 - 1er tour (groupe mondial) - Slovaquie - Suisse - 3 : 2                  |            |                |                 |                                         |                                         |                |          |
| 7                                                                              | 27/04/2002 | Bratislava     | Terre (ext.)    | Daniela Hantuchová                      | Myriam Casanova                         | 6-4, 7-5       | Parcours |
| 7                                                                              | 27/04/2002 | Bratislava     | Terre (ext.)    | Patty Schnyder                          | Daniela Hantuchová                      | 6-3, 6-3       | Parcours |
| 7                                                                              | 27/04/2002 | Bratislava     | Terre (ext.)    | Daniela Hantuchová Janette Husárová     | Myriam Casanova Patty Schnyder          | 6-0, 6-74, 6-3 | Parcours |
|                                                                                |            |                |                 |                                         |                                         |                |          |
| 2002 - 1/4 de finale (groupe mondial) - Slovaquie - France - 4 : 1             |            |                |                 |                                         |                                         |                |          |
| 8                                                                              | 20/07/2002 | Bratislava     | Moquette (int.) | Daniela Hantuchová                      | Nathalie Dechy                          | 7-5, 7-5       | Parcours |
| 8                                                                              | 20/07/2002 | Bratislava     | Moquette (int.) | Daniela Hantuchová                      | Amélie Mauresmo                         | 2-6, 6-4, 6-3  | Parcours |
|                                                                                |            |                |                 |                                         |                                         |                |          |
| 2002 - 1/2 finale (groupe mondial) - Slovaquie - Italie - 3 : 1                |            |                |                 |                                         |                                         |                |          |
| 9                                                                              | 30/10/2002 | Grande Canarie | Dur (int.)      | Francesca Schiavone                     | Daniela Hantuchová                      | 7-61, 6-1      | Parcours |
| 9                                                                              | 30/10/2002 | Grande Canarie | Dur (int.)      | Daniela Hantuchová                      | Silvia Farina                           | 7-5, 6-3       | Parcours |
|                                                                                |            |                |                 |                                         |                                         |                |          |
| 2002 - Finale (groupe mondial) - Espagne - Slovaquie - 1 : 3                   |            |                |                 |                                         |                                         |                |          |
| 10                                                                             | 02/11/2002 | Grande Canarie | Dur (int.)      | Daniela Hantuchová                      | Magüi Serna                             | 6-2, 6-1       | Parcours |
| 10                                                                             | 02/11/2002 | Grande Canarie | Dur (int.)      | Daniela Hantuchová                      | Conchita Martínez                       | 6-78, 7-5, 6-4 | Parcours |
|                                                                                |            |                |                 |                                         |                                         |                |          |
| 2003 - 1er tour (groupe mondial) - Allemagne - Slovaquie - 2 : 3               |            |                |                 |                                         |                                         |                |          |
| 11                                                                             | 26/04/2003 | Ettenheim      | Terre (ext.)    | Daniela Hantuchová                      | Marlene Weingärtner                     | 2-6, 7-65, 7-5 | Parcours |
| 11                                                                             | 26/04/2003 | Ettenheim      | Terre (ext.)    | Daniela Hantuchová                      | Anca Barna                              | 2-6, 6-3, 6-1  | Parcours |
|                                                                                |            |                |                 |                                         |                                         |                |          |
| 2006 - Barrage (groupe mondial II) - Slovaquie - Thaïlande - 5 : 0             |            |                |                 |                                         |                                         |                |          |
| 12                                                                             | 15/07/2006 | Bratislava     | Dur (int.)      | Daniela Hantuchová                      | Montinee Tangphong                      | 6-1, 6-1       | Parcours |
| 12                                                                             | 15/07/2006 | Bratislava     | Dur (int.)      | Daniela Hantuchová                      | S. Viratprasert                         | 6-1, 6-3       | Parcours |
|                                                                                |            |                |                 |                                         |                                         |                |          |
| 2007 - 1er tour (groupe mondial II) - Slovaquie - République tchèque - 0 : 5   |            |                |                 |                                         |                                         |                |          |
| 13                                                                             | 21/04/2007 | Bratislava     | Terre (ext.)    | Lucie Šafářová                          | Daniela Hantuchová                      | 7-61, 4-6, 6-3 | Parcours |
| 13                                                                             | 21/04/2007 | Bratislava     | Terre (ext.)    | Nicole Vaidišová                        | Daniela Hantuchová                      | 6-2, 6-71, 6-3 | Parcours |
|                                                                                |            |                |                 |                                         |                                         |                |          |
| 2007 - Barrage (groupe mondial II) - Slovaquie - Serbie - 4 : 1                |            |                |                 |                                         |                                         |                |          |
| 14                                                                             | 14/07/2007 | Košice         | Dur (int.)      | Daniela Hantuchová                      | Ana Timotic                             | 6-1, 6-2       | Parcours |
| 14                                                                             | 14/07/2007 | Košice         | Dur (int.)      | Daniela Hantuchová                      | Vojislava Lukić                         | 6-0, 6-2       | Parcours |
|                                                                                |            |                |                 |                                         |                                         |                |          |
| 2009 - 1er tour (groupe mondial II) - Slovaquie - Belgique - 4 : 1             |            |                |                 |                                         |                                         |                |          |
| 15                                                                             | 07/02/2009 | Bratislava     | Dur (int.)      | Daniela Hantuchová                      | Yanina Wickmayer                        | 7-62, 6-3      | Parcours |
|                                                                                |            |                |                 |                                         |                                         |                |          |
| 2009 - Barrage (groupe mondial I) - France - Slovaquie - 3 : 2                 |            |                |                 |                                         |                                         |                |          |
| 16                                                                             | 25/04/2009 | Limoges        | Terre (int.)    | Daniela Hantuchová                      | Alizé Cornet                            | 6-72, 6-3, 6-4 | Parcours |
| 16                                                                             | 25/04/2009 | Limoges        | Terre (int.)    | Amélie Mauresmo                         | Daniela Hantuchová                      | 7-5, 6-4       | Parcours |
| 16                                                                             | 25/04/2009 | Limoges        | Terre (int.)    | Nathalie Dechy Amélie Mauresmo          | Dominika Cibulková Daniela Hantuchová   | 4-6, 6-1, 6-4  | Parcours |
|                                                                                |            |                |                 |                                         |                                         |                |          |
| 2010 - 1er tour (groupe mondial II) - Slovaquie - Chine - 3 : 2                |            |                |                 |                                         |                                         |                |          |
| 17                                                                             | 06/02/2010 | Bratislava     | Dur (int.)      | Daniela Hantuchová                      | Zhang Shuai                             | 6-0, 6-1       | Parcours |
|                                                                                |            |                |                 |                                         |                                         |                |          |
| 2010 - Barrage (groupe mondial I) - Serbie - Slovaquie - 2 : 3                 |            |                |                 |                                         |                                         |                |          |
| 18                                                                             | 24/04/2010 | Belgrade       | Terre (int.)    | Daniela Hantuchová                      | Bojana Jovanovski                       | 6-2, 6-2       | Parcours |
| 18                                                                             | 24/04/2010 | Belgrade       | Terre (int.)    | Daniela Hantuchová                      | Jelena Janković                         | 7-62, 7-5      | Parcours |
| 18                                                                             | 24/04/2010 | Belgrade       | Terre (int.)    | Daniela Hantuchová Magdaléna Rybáriková | Jelena Janković Bojana Jovanovski       | 6-4, 6-3       | Parcours |
|                                                                                |            |                |                 |                                         |                                         |                |          |
| 2011 - 1/4 de finale (groupe mondial) - Slovaquie - République tchèque - 2 : 3 |            |                |                 |                                         |                                         |                |          |
| 19                                                                             | 05/02/2011 | Bratislava     | Dur (int.)      | Lucie Šafářová                          | Daniela Hantuchová                      | 7-5, 6-1       | Parcours |
| 19                                                                             | 05/02/2011 | Bratislava     | Dur (int.)      | Petra Kvitová                           | Daniela Hantuchová                      | 6-4, 6-2       | Parcours |
|                                                                                |            |                |                 |                                         |                                         |                |          |
| 2011 - Barrage (groupe mondial I) - Slovaquie - Serbie - 2 : 3                 |            |                |                 |                                         |                                         |                |          |
| 20                                                                             | 16/04/2011 | Bratislava     | Terre (int.)    | Ana Ivanović                            | Daniela Hantuchová                      | 6-2, 6-4       | Parcours |
| 20                                                                             | 16/04/2011 | Bratislava     | Terre (int.)    | Jelena Janković                         | Daniela Hantuchová                      | 6-2, 3-6, 7-5  | Parcours |
| 20                                                                             | 16/04/2011 | Bratislava     | Terre (int.)    | Jelena Janković Aleksandra Krunić       | Daniela Hantuchová Magdaléna Rybáriková | 2-6, 7-5, 9-7  | Parcours |
|                                                                                |            |                |                 |                                         |                                         |                |          |
| 2012 - 1er tour (groupe mondial II) - Slovaquie - France - 3 : 2               |            |                |                 |                                         |                                         |                |          |
| 21                                                                             | 04/02/2012 | Bratislava     | Dur (int.)      | Daniela Hantuchová                      | Pauline Parmentier                      | 5-7, 6-1, 9-7  | Parcours |
| 21                                                                             | 04/02/2012 | Bratislava     | Dur (int.)      | Daniela Hantuchová                      | Alizé Cornet                            | 6-3, 6-4       | Parcours |
|                                                                                |            |                |                 |                                         |                                         |                |          |
| 2012 - Barrage (groupe mondial I) - Espagne - Slovaquie - 2 : 3                |            |                |                 |                                         |                                         |                |          |
| 22                                                                             | 21/04/2012 | Marbella       | Terre (ext.)    | Sílvia Soler                            | Daniela Hantuchová                      | 7-65, 6-4      | Parcours |
| 22                                                                             | 21/04/2012 | Marbella       | Terre (ext.)    | Daniela Hantuchová                      | Lourdes Domínguez                       | 0-6, 7-64, 6-4 | Parcours |
|                                                                                |            |                |                 |                                         |                                         |                |          |
| 2013 - 1er tour (groupe mondial) - Serbie - Slovaquie - 2 : 3                  |            |                |                 |                                         |                                         |                |          |
| 23                                                                             | 09/02/2013 | Niš            | Dur (int.)      | Daniela Hantuchová                      | Bojana Jovanovski                       | 7-5, 6-2       | Parcours |
| 23                                                                             | 09/02/2013 | Niš            | Dur (int.)      | Daniela Hantuchová                      | Vesna Dolonc                            | 6-3, 6-2       | Parcours |
|                                                                                |            |                |                 |                                         |                                         |                |          |
| 2013 - 1/2 finale (groupe mondial) - Russie - Slovaquie - 3 : 2                |            |                |                 |                                         |                                         |                |          |
| 24                                                                             | 20/04/2013 | Moscou         | Terre (int.)    | Daniela Hantuchová                      | Maria Kirilenko                         | 6-2, 6-4       | Parcours |
| 24                                                                             | 20/04/2013 | Moscou         | Terre (int.)    | Ekaterina Makarova                      | Daniela Hantuchová                      | 6-3, 4-6, 6-4  | Parcours |
| 24                                                                             | 20/04/2013 | Moscou         | Terre (int.)    | Ekaterina Makarova Elena Vesnina        | Dominika Cibulková Daniela Hantuchová   | 4-6, 6-3, 6-1  | Parcours |
|                                                                                |            |                |                 |                                         |                                         |                |          |
| 2014 - 1er tour (groupe mondial) - Slovaquie - Allemagne - 1 : 3               |            |                |                 |                                         |                                         |                |          |
| 25                                                                             | 08/02/2014 | Bratislava     | Dur (int.)      | Angelique Kerber                        | Daniela Hantuchová                      | 7-69, 6-1      | Parcours |
|                                                                                |            |                |                 |                                         |                                         |                |          |
| 2015 - Barrage (groupe mondial II) - Slovaquie - Suède - 4 : 0                 |            |                |                 |                                         |                                         |                |          |
| 26                                                                             | 18/04/2015 | Bratislava     | Terre (int.)    | Daniela Hantuchová                      | Susanne Celik                           | 6-2, 6-0       | Parcours |
|                                                                                |            |                |                 |                                         |                                         |                |          |
| 2016 - 1er tour (groupe mondial II) - Slovaquie - Australie - 2 : 3            |            |                |                 |                                         |                                         |                |          |
| 27                                                                             | 06/02/2016 | Bratislava     | Dur (int.)      | Casey Dellacqua Samantha Stosur         | Jana Čepelová Daniela Hantuchová        | 5-7, 6-1, 6-2  | Parcours |
|                                                                                |            |                |                 |                                         |                                         |                |          |
| 2017 - 1er tour (groupe mondial II) - Italie - Slovaquie : 2 - 3               |            |                |                 |                                         |                                         |                |          |
| 28                                                                             | 11/02/2017 | Forlì          | Terre (int.)    | Daniela Hantuchová                      | Sara Errani                             | 6-2, 6-0       | Parcours |
|                                                                                |            |                |                 |                                         |                                         |                |          |
| 2017 - Barrage (groupe mondial I) - Slovaquie - Pays-Bas - 2 : 3               |            |                |                 |                                         |                                         |                |          |
| 29                                                                             | 22/04/2017 | Bratislava     | Terre (int.)    | Daniela Hantuchová Rebecca Šramková     | Cindy Burger Arantxa Rus                | 2-1 ab.        | Parcours |

## Classements WTA en fin de saison
| Année          | 1999 | 2000 | 2001 | 2002 | 2003 | 2004 | 2005 | 2006 | 2007 | 2008 | 2009 | 2010 | 2011 | 2012 | 2013 | 2014 | 2015 | 2016 |
| Rang en simple | 201  | 108  | 37   | 8    | 19   | 31   | 19   | 18   | 9    | 21   | 25   | 30   | 24   | 32   | 33   | 64   | 81   | 227  |
| Rang en double | 279  | 192  | 56   | 8    | 28   | 62   | 13   | 13   | 44   | 54   | 13   | 93   | 18   | 66   | 49   | 87   | 82   | 535  |

Source : (en) Classements de Daniela Hantuchová sur le site officiel de la Fédération internationale de tennis